# اس‌ام‌اس پامرن
اس‌ام‌اس پامرن (به انگلیسی: SMS Pommern) یک کشتی بود که طول آن ۱۲۷٫۶ متر (۴۱۸ فوت ۸ اینچ) بود. این کشتی در سال ۱۹۰۵ ساخته شد.